# ملاقات (نقاشی)
ملاقات یا سلام موسیو کوربه (به فرانسوی: La rencontre, ou Bonjour Monsieur Courbet) یک نقاشی در سبک واقع‌گرایی است که در سال ۱۸۵۴ توسط گوستاو کوربه کشیده شد.
این نقاشی به‌طور سنتی به ملاقات کوربه با حامی‌اش آلفرد برویاس، مستخدمش کالاس و سگاش زمانی که به مون‌پلیه مسافرت می‌کرد تعبیر می‌شود. نقاشی از داستان یهودی سرگردان الهام گرفته شده‌است. ملاقات در سال ۱۸۵۵ در نمایشگاه بین‌المللی پاریس به نمایش درآمد، آنجا منتقدین نام آن را به طنز «سلام، موسیو کوربه» گذاشتند. آلفرد برویاس تابلو ملاقات را به تماشا نگذاشت، تا در سال ۱۸۶۸ آن را به موزه فابر در مون‌پلیه هدیه کرد.